# Группа Мю

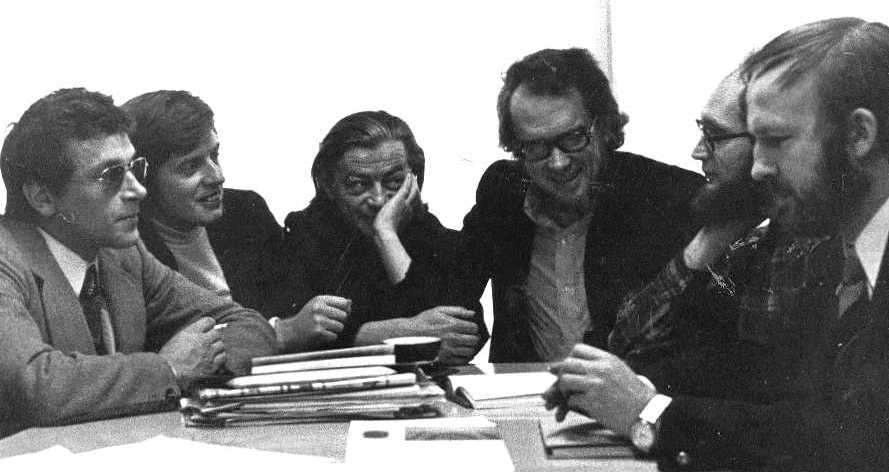
Groupe Mu in 1970 : Франсуа Пир, Жан-Мари Клинкенберг, Адлен Тринон, Жак Дюбуа, Франсис Эделин, Филипп Менгэ.

Группа Мю (фр. Groupe µ) — группа преподавателей Льежского университета (Бельгия), куда входили Жак Дюбуа, Франсис Эделин, Жан-Мари Клинкенберг, Филипп Менгэ, Франсуа Пир, Адлен Тринон. Названа в честь одной из фигур речи — метафоры. Областью научных изысканий группы стала общая риторика. В работе «Общая риторика» (Rhétorique générale, 1970) предприняла исследование в русле идей «новой риторики» (неориторики) и структурализма. Группа Мю систематизировала все имеющиеся риторические фигуры и тропы, разделив их на четыре группы: метаплазмы (операции с фонетическим и/или графическим обликом языковой единицы), метасемемы (операции на уровне значения языковой единицы), метатаксис (операции на уровне синтаксиса) и металогизмы (логические операции).